# Камышлейка (село)
 Камышлейка  — опустевшее село в Неверкинском районе Пензенской области. Входит в состав  Сулеймановского сельсовета.

## География
Находится в юго-восточной части Пензенской области на расстоянии приблизительно 16 км на запад-юго-запад от районного центра села Неверкино.

## История
Основано до 1719 году группой мелких помещиков на земле, вымененой у служилых татар деревня Могилки (Октябрьское). В 1795 году – село Никольское, Камышлейка тож, 108 дворов, 426 ревизских душ помещика, городового секретаря Петра Самойловича Тамарского с прочими владельцами. В 1877 году – Планской волости, 174 двора, церковь. В 1911 году 251 двор, церковь, церковноприходская школа. В советское время работал колхоз имени Ленина. В 2004 году ещё оставалось 14 хозяйств.

## Население
| 1859 | 1911  | 1926  | 1939 | 1959 | 1979 | 1996 |
| ---- | ----- | ----- | ---- | ---- | ---- | ---- |
| 1113 | ↗1486 | ↗1656 | ↘874 | ↘409 | ↘162 | ↘37  |
| 2004 | 2010  |       |      |      |      |      |
| ↘23  | ↘0    |       |      |      |      |      |